# نطاق جوي

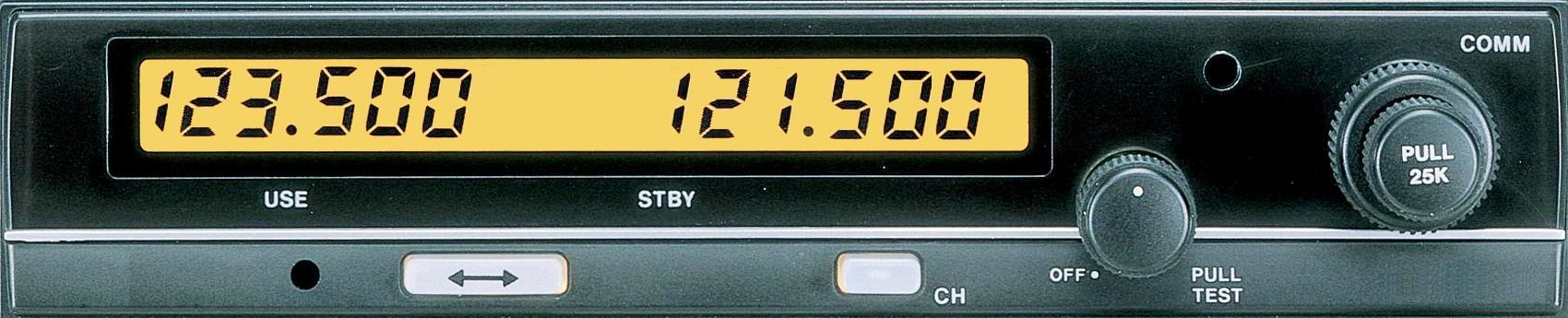
راديو (VHF) نموذجي للطائرة. تعرض الشاشة ترددًا نشطًا يبلغ 123.5 ميغاهيرتز وتردد الاستعداد 121.5 ميغا هيرتز. يتم تبادل الاثنين باستخدام الزر المميز بسهم مزدوج الرأس. يؤثر تحكم الموالفة الموجود على اليمين فقط على تردد وضع الاستعداد.

النطاق الجوي (Airband) أو نطاق الطائرات (aircraft band) هو اسم مجموعة من الترددات في الطيف الراديوي (VHF) المخصص للاتصالات الراديوية في الطيران المدني، والتي يشار إليها أحيانًا أيضًا باسم (VHF)، أو صوتيًا باسم «فيكتور» ("Victor"). تُستخدم أقسام مختلفة من النطاق للمساعدات الراديوية ومراقبة الحركة الجوية.
في معظم البلدان، يلزم الحصول على ترخيص لتشغيل معدات النطاق الهوائي ويتم اختبار المشغل على الكفاءة في الإجراءات واللغة واستخدام الأبجدية الصوتية.

## استخدام الطيف

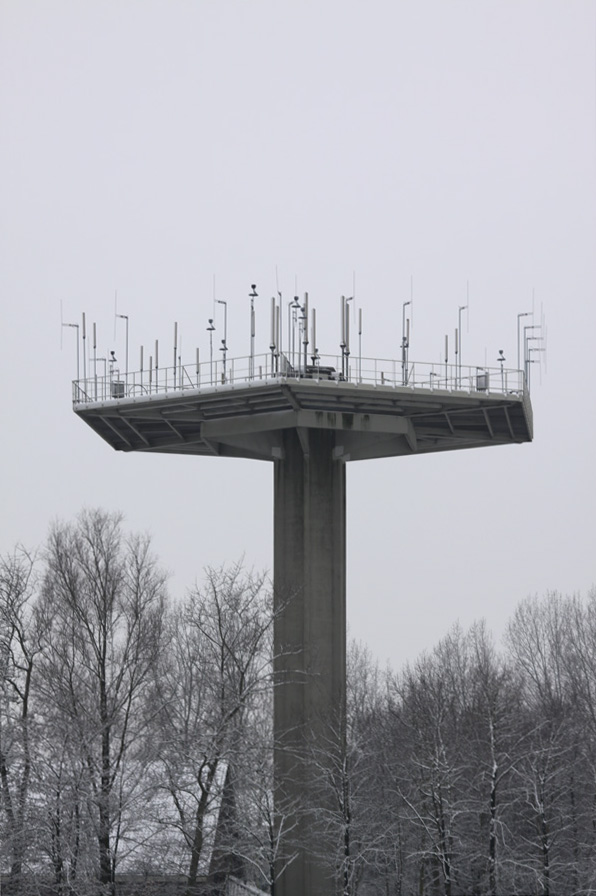
صفيف الهوائي في مطار أمستردام شيفول

يستخدم النطاق الهوائي (VHF) الترددات بين 108 و 137 ميغا هيرتز. أدنى 10 ميغاهيرتز من 108 إلى 117.95 ميغاهيرتز، مقسمة إلى 200 قناة ضيقة النطاق من 50 كيلو هرتز. هذه مخصصة للمساعدات الملاحية مثل إشارات VOR وأنظمة الاقتراب الدقيق مثل مواقع ILS.
اعتبارًا من عام 2012، قسمت معظم البلدان النطاق العلوي 19 ميغا هرتز إلى 760 قناة للإرسال الصوتي لتضمين السعة، على ترددات من 118 إلى 136.975 ميغا هرتز، في خطوات من 25 كيلو هرتز. في أوروبا، أصبح من الشائع تقسيم هذه القنوات إلى ثلاثة (تباعد قناة 8.33 كيلوهرتز)، مما قد يسمح بـ 2280 قناة. تتوفر بعض القنوات بين 123.100 و 135.950 في الولايات المتحدة للمستخدمين الآخرين مثل الوكالات الحكومية، واستشارات الشركات التجارية، والبحث والإنقاذ، والطائرات العسكرية، والطائرات الشراعية والمناطيد، واختبار الطيران، واستخدام هيئة الطيران الوطنية. نطاق نقل نموذجي لطائرة تحلق على ارتفاع رحلة بحرية 35000 قدم (10668 م)، حوالي 200 ميل (322 كم) في الظروف الجوية الجيدة.

### نطاقات أخرى
يتم إجراء الاتصالات الصوتية للطيران أيضًا في نطاقات تردد أخرى، بما في ذلك صوت الأقمار الصناعية على إنمارسات أو غلوبلستار أو اتصالات إيريديوم والصوت عالي التردد. عادةً ما تُستخدم نطاقات التردد الأخرى هذه فقط في المناطق المحيطية والنائية، على الرغم من أنها تعمل على مناطق أوسع أو حتى على مستوى العالم. تستخدم الطائرات العسكرية أيضًا نطاقًا مخصصًا (UHF-AM) من 225.0 إلى 399.95 ميغاهيرتز من أجل جو - جو وجو - أرض، بما في ذلك اتصالات التحكم في الحركة الجوية. يحتوي هذا النطاق على قناة مخصصة للطوارئ والحراسة تبلغ 243.0 ميغا هيرتز.
تستخدم مساعدات الملاحة الجوية الراديوية (navaids) ترددات أخرى. تعمل المنارات غير الاتجاهية (NDB) على نطاقات التردد المنخفض والمتوسط 190-415 كيلوهرتز و510-535 كيلو هرتز. يعمل مسار انزلاق نظام هبوط الأجهزة (ILS) في نطاق (UHF) من 329.3-335.0 ميغاهيرتز مع منارات علامة عند 75 ميغا هيرتز. تستخدم معدات قياس المسافة (DME) أيضًا (UHF) من 962 إلى 1150 ميغا هيرتز.

### قناة التباعد
كان تباعد القنوات للاتصال الصوتي على النطاق الهوائي في الأصل 200 كيلو هرتز حتى عام 1947، توفير 70 قناة من 118 إلى 132 ميغا هيرتز. قدمت بعض أجهزة الراديو في ذلك الوقت تغطية استقبال فقط أقل من 118 ميغاهيرتز لما مجموعه 90 قناة. من عام 1947 إلى عام 1958 أصبح التباعد 100 كيلوهرتز من عام 1954 انقسم مرة أخرى إلى 50 كيلو هرتز والحد الأعلى يمتد إلى 135.95 ميغاهيرتز (360 قناة)، ثم إلى 25 كيلو هرتز في عام 1972 لتوفير 720 قناة قابلة للاستخدام. في 1 يناير 1990، كانت الترددات بين 136.000 و 136.975 تمت إضافة MHz، مما أدى إلى 760 قناة.
أدى الازدحام المتزايد في الحركة الجوية إلى مزيد من التقسيمات الفرعية إلى النطاق الضيق 8.33 قنوات kHz في المنطقة الأوروبية لمنظمة الطيران المدني الدولي؛ منذ عام 2007، يتعين على جميع الطائرات التي تحلق فوق FL195 أن يكون لديها معدات اتصال لتباعد القنوات هذا. خارج أوروبا 8.33 يُسمح بقنوات kHz في العديد من البلدان ولكنها غير مستخدمة على نطاق واسع اعتبارًا من 2012.
قناة اتصالات الطوارئ 121.5<span typeof="mw:Entity" id="mwhg">&nbsp;</span>MHz هي القناة الوحيدة التي تحتفظ بـ 100 تباعد قناة kHz في الولايات المتحدة؛ لا توجد تخصيصات للقنوات بين 121.4 و 121.5 أو بين 121.5 و 121.6

### تعديل
تستخدم العمليات اللاسلكية لاتصالات الطائرات في جميع أنحاء العالم تعديل السعة، في الغالب على نطاق جانبي مزدوج A3E مع ناقل كامل على (VHF) و (UHF)، ونطاق جانبي أحادي J3E مع ناقل مكبوت على التردد العالي. إلى جانب كونها بسيطة وفعالة في استهلاك الطاقة ومتوافقة مع المعدات القديمة، تسمح (AM) و (SSB) للمحطات الأقوى بتجاوز المحطات الأضعف أو المتداخلة. بالإضافة إلى ذلك، لا تعاني هذه الطريقة من تأثير الالتقاط الموجود في (FM). حتى لو كان الطيار يرسل، يمكن لبرج التحكم أن «يتحدث» عن ذلك الإرسال وستسمع الطائرات الأخرى مزيجًا مشوهًا إلى حد ما من كلا الإرسالين، بدلاً من أحدهما فقط أو الآخر. حتى إذا تم استقبال كلا الإرسالين بقوة إشارة متطابقة، فسيتم سماع صوت غير متجانس حيث لن يكون هناك مؤشر على الانسداد واضحًا في نظام FM.
تجري مناقشة مخططات التشكيل التناظري البديلة، مثل نظام ("CLIMAX") متعدد الموجات الحاملة وتقنيات الموجة الحاملة للسماح باستخدام الطيف بمزيد من الكفاءة.

### خصائص الصوت
جودة الصوت في النطاق الجوي محدودة بنطاق التردد اللاسلكي المستخدم. في مخطط تباعد القنوات الأحدث، يقتصر عرض النطاق الترددي الأكبر لقناة النطاق الهوائي على 8.33 كيلوهرتز، لذا فإن أعلى تردد صوت ممكن هو 4.166 كيلو هرتز. في 25 مخطط تباعد القنوات kHz، تردد صوت أعلى يبلغ 12.5 سيكون كيلو هرتز ممكنًا من الناحية النظرية. ومع ذلك، فإن معظم عمليات الإرسال الصوتي للنطاق الجوي لا تصل في الواقع إلى هذه الحدود. عادة، يتم تضمين الإرسال بالكامل في 6 كيلو هرتز إلى 8 عرض النطاق الترددي كيلو هرتز، المقابل لتردد صوتي أعلى يبلغ 3 كيلو هرتز إلى 4 كيلو هرتز. على الرغم من أن هذا التردد منخفض مقارنة بالجزء العلوي من نطاق السمع البشري، إلا أنه كافٍ لنقل الكلام. تقوم الطائرات المختلفة وأبراج التحكم والمستخدمون الآخرون بالإرسال بنطاقات ترددية وخصائص صوتية مختلفة.

### راديو رقمي
تم التفكير في التبديل إلى أجهزة الراديو الرقمية، لأن هذا من شأنه زيادة السعة بشكل كبير عن طريق تقليل عرض النطاق الترددي المطلوب لنقل الكلام. تشمل الفوائد الأخرى من الترميز الرقمي للإرسال الصوتي تقليل التعرض للتداخل الكهربائي والتشويش. لم يحدث التحول إلى الراديو الرقمي بعد، ويرجع ذلك جزئيًا إلى أن تنقل الطائرات يتطلب تعاونًا دوليًا كاملاً للانتقال إلى نظام جديد وأيضًا التنفيذ الزمني للتغيير اللاحق.

## استخدام غير مصرح به
من غير القانوني في معظم البلدان الإرسال على ترددات النطاق الهوائي بدون ترخيص مناسب، على الرغم من أن الترخيص الفردي قد لا يكون مطلوبًا، على سبيل المثال في الولايات المتحدة حيث تكون محطات الطائرات «مرخصة بموجب القاعدة». كما تقيد لوائح العديد من البلدان الاتصالات في النطاق الجوي. على سبيل المثال، في كندا، تقتصر اتصالات النطاق الجوي على تلك المطلوبة «لسلامة وملاحة الطائرة؛ والتشغيل العام للطائرة؛ وتبادل الرسائل نيابة عن الجمهور. بالإضافة إلى ذلك، يجوز لأي شخص تشغيل جهاز لاسلكي فقط لإرسال إشارة غير ضرورية أو إشارة تحتوي على اتصالات راديوية غير دنيوية أو غير فاحشة.»
يعد الاستماع إلى ترددات النطاق الهوائي بدون ترخيص جريمة أيضًا في بعض البلدان. ومع ذلك، في بعض البلدان، مثل المملكة المتحدة، يُسمح بالاستماع إليها حيث يتم تغطيتها ضمن عمليات النقل المتعلقة بالملاحة والطقس. كان هذا النشاط موضوع مواقف دولية بين الحكومات عندما يجلب السائحون معدات النطاق الجوي إلى البلدان التي تحظر امتلاك واستخدام هذه المعدات.